# На Верхней Масловке (фильм)
«На Верхней Масловке» — российский кинофильм 2004 года. Снят по одноимённой повести Дины Рубиной.

## Сюжет
Анна Борисовна — в прошлом знаменитый скульптор, покорившая в своё время российскую и французскую столицы. Теперь ей 87, но, несмотря на преклонный возраст, она сохраняет ясность и живость ума, меткий юмор и интерес к жизни.
В квартире Анны Борисовны живёт Пётр — театровед по образованию, режиссёр театрального кружка. Когда-то он с успехом начинал, много публиковался, но потом сдал и так и не смог сделать что-то заметное в искусстве.
Об экранизации повести «На Верхней Масловке» режиссёром Константином Худяковым (Из рассказа писательницы Дины Рубиной на Первом канале в передаче «На ночь глядя»): «…у Анны Борисовны (героини „На Верхней Масловке“, которую сыграла Фрейндлих) был прототип — Нина Ильинична Нисс-Гольдман, могучая скульпторша с Верхней Масловки. Огромная, с огромными мощными руками, с огромным носом, которая говорила басом».

## В ролях
| Актёр             | Роль                       |
| ----------------- | -------------------------- |
| Алиса Фрейндлих   | Анна Борисовна             |
| Евгений Миронов   | Петя                       |
| Алёна Бабенко     | Нина                       |
| Евгений Князев    | Матвей                     |
| Екатерина Гусева  | Катя                       |
| Дмитрий Куличков  | Семён                      |
| Илья Рутберг      | учитель музыки             |
| Анна Гуляренко    |                            |
| Инга Оболдина     | Роза                       |
| Маша Дьякова      |                            |
| Иван Жидков       |                            |
| Ирина Максимкина  |                            |
| Сергей Петров     | врач скорой помощи         |
| Фёдор Добронравов | отец Кати                  |
| Никита Слепченков |                            |
| Ксения Георгиади  |                            |
| Евгения Крегжде   | Анна Борисовна в молодости |
| О. Колобанов      |                            |
| Роман Мадянов     | водитель такси             |
| Екатерина Щанкина |                            |
| Людмила Одинцова  |                            |
| Томаш Лещиньский  |                            |
| Н. Сидоропулос    |                            |
| Н. Николау        |                            |
| Данила Козловский | Модильяни                  |
| Дмитрий Луговкин  |                            |
| Игорь Шмаков      |                            |

## Съёмочная группа
- Автор сценария: Константин Худяков при участии Дины Рубиной
- Режиссёр-постановщик: Константин Худяков
- Главный оператор: Дильшат Фатхулин
- Художник-постановщик: Валерий Филиппов
- Композитор: Алексей Шелыгин
- Звукорежиссёр: Виктор Бессонов
- Российский государственный симфонический оркестр кинематографии. Дирижёр: Сергей Скрипка
- Генеральный продюсер: Владилен Арсеньев

## Награды
- 2005 КФ «Амурская осень» в Благовещенске

Приз за лучшую женскую роль — Алиса Фрейндлих
Приз за самый трогательный фильм — Константин Худяков
- 2005 КФ «Окно в Европу» в Выборге

Приз фонда Андрея Тарковского — Евгений Миронов
- 2005 Премия «Ника»

За лучшую женскую роль — Алиса Фрейндлих

## О фильме
- В фильме использованы скульптурные работы Д. Милявского, В. Губко, И. Иогансона, А. Лягина, Г. Шилиной
- В фильме использована музыка Д. Пуччини, Р. Вагнера, Р. Шумана, К. Дебюсси, Д. Тухманова